# 南鼎三
南 鼎三（みなみ ていぞう、1881年5月18日 - 1943年9月2日）は、日本の政治家。衆議院議員（2期）。

## 経歴
大阪府出身。1907年、関西商工学校(現・関西大倉中学校・高等学校)土木科卒。大阪府土木工手、大阪府、東京市、京都市の各土木技手となる。のちに南工務所を開き、土木請負業に従事する。大阪府会議員、同参事会員、借地借家、金銭債務臨時各調停委員を務める。
1920年の第14回衆議院議員総選挙において大阪10区(小選挙区制)から立候補して初当選。1924年の第15回衆議院議員総選挙で落選。1928年の第16回衆議院議員総選挙大阪6区(当時)から立候補して落選。1937年の第20回衆議院議員総選挙では立憲政友会公認で立候補して再選した。1942年の第21回衆議院議員総選挙には立候補せず引退した。翌1943年死去。